# Grupo de Caza Kirkenes
El Grupo de Caza Kirkenes (Jad-Gruppe Kirkines) unidad militar de la Luftwaffe durante la Segunda Guerra Mundial.

## Historia
Formada en junio de 1941 en Kirkenes. Conocida como Grupo de Caza Kirkenes, y desde septiembre de 1941 como Grupo de Caza Para Fines Especiales (z.b.V.). En enero de 1942 es redesignado al II Grupo/5° Escuadra de Caza.

## Grupo de Estado Mayor (Stab)
Formada en junio de 1941 en Kirkenes. Es redesignado al IV Grupo/77° Escuadra de Caza en junio de 1941.

## Comandantes de Grupo
- Capitán Alfred von Lojewski – (junio de 1941 – septiembre de 1941)
- Mayor Hennig Strümpell – (septiembre de 1941 – enero de 1942)

## Bases
| Fechas                                 | Bases     | Aviones   |
| Junio de 1941 - 5 de diciembre de 1941 | Kirkenes  |           |
| Septiembre de 1941                     | Kirkenes  |           |
| Septiembre de 1941                     | Petsamo   |           |
| Septiembre de 1941                     | Rovaniemi |           |
| 5 de diciembre de 1941 - enero de 1942 | Alakurtti | Bf 109E-1 |